# I figli di Ringworld
I figli di Ringworld (Ringworld's Children) è un romanzo di fantascienza dello scrittore statunitense Larry Niven pubblicato nel 2004. È l'ultimo del Ciclo dello Spazio conosciuto e segue il romanzo Il trono di Ringworld del (1996).

## Trama
Il romanzo riprende la narrazione ottantaquattro giorni dopo la fine del precedente Il trono di Ringworld. Il protagonista, Louis Wu, si risveglia in un rianimatore, guarito dalle ferite subìte durante la lotta con il Difensore Vampiro Bram, ma il suo corpo è quello di un giovanetto. 
Nel frattempo i governi umano e Kzinti, ormai a conoscenza dell'esistenza del mondo ad anello, stanno scatenando un conflitto limitato (la Guerra Periferica) per assumerne il controllo; a loro si affiancano come osservatori interessati navi dei Trinoc', degli Esterni e dei Burattinai di Pierson. 
L'impiego di armi sempre più sofisticate rischia di danneggiare definitivamente mondo ad anello, e sarà Louis Wu assieme ad i suoi vecchi e nuovi compagni di avventure a contribuire in modo determinante al salvataggio del mondo, supportando i piani spesso indecifrabili di Armonista, il Difensore Ghoul.

## Edizioni
- Larry Niven, Ringworld's Children, Tor Books, 2004,  pp. 288, ISBN 0-7653-0167-9.
- Larry Niven, I figli di Ringworld, traduzione di G.L. Staffiliano, collana Urania n° 1535, Arnoldo Mondadori Editore, 2008,  p. 268, ISSN 1120-5288.